# オスマン帝国のアチェ遠征

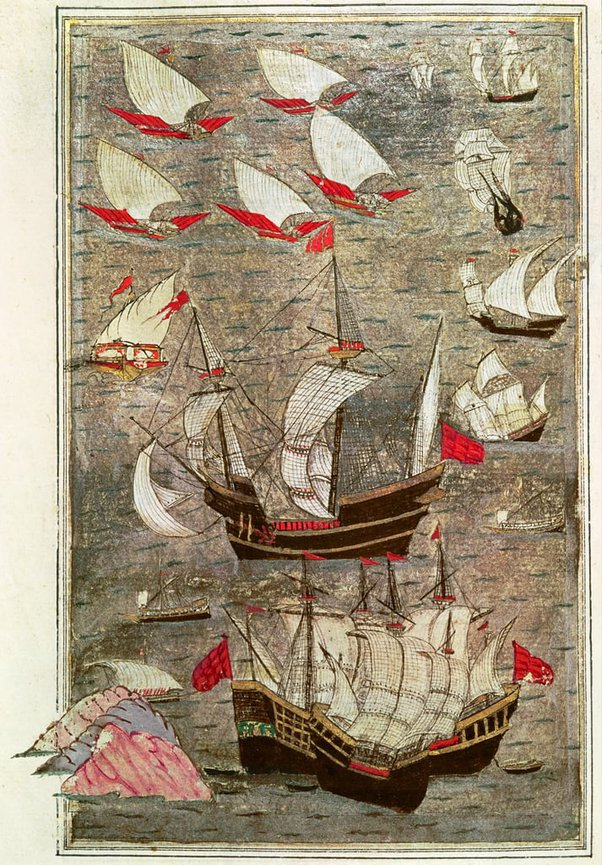
インド洋上のオスマン艦隊（16世紀）

オスマン帝国のアチェ遠征（オスマンていこくのアチェえんせい）では、16世紀から17世紀にかけて、オスマン帝国がアチェ王国に軍事援助や技術提供を行った一連の遠征について述べる。オスマン帝国はインド洋で（オスマン帝国のインド洋遠征）、アチェ王国はマラッカをめぐってポルトガルと抗争しており、両国の提携はポルトガルのインド洋戦略上の大きな脅威となるとともに、東南アジアにカノン砲などの西方技術がもたらされた。なお、オスマン帝国軍が東南アジアで公式に戦闘に参加することはなかった。

## オスマン・アチェ関係
オスマン帝国とアチェの同盟関係は、非公式には1530年代から始まっていた。アチェのスルターンであるアラーウッディーン・アル＝カハールは、ポルトガル領マラッカの駆逐とスマトラ島における勢力拡大のため、オスマン帝国との関係をさらに深化させようとした。ポルトガルの著述家フェルナン・メンデス・ピントによれば、1539年に初めてオスマン帝国の艦隊がアチェに到来した。そこには300人のオスマン人、スワヒリ人、モガディシュ等諸都市国家からのソマリ人、デバルやタッターからのシンド人、スーラトからのグジャラート人、 それに200人のマラバル人水夫が搭乗していた。
1562年の遣使後、アチェはオスマン帝国の援軍を受け入れ、1564年のアル王国・ジョホール王国に対する遠征に投入している。

## オスマン帝国の遠征
1564年、アラーウッディーンはイスタンブルに使節を派遣した。文書の中で、アラウッディンはオスマン帝国のスルターン（スレイマン1世）を、イスラーム世界のカリフ（Khalifah）と呼んでいる。
1566年にスレイマン1世が死去したのち、跡を継いだセリム2世はアチェへの艦隊派遣を命じた。それ以降、アチェに数々の兵、鍛冶職人、技術者に加えて、大量の武器や弾薬が提供された。最初にアチェに向けて出航した艦隊は15隻のガレー砲艦だったが、大部分がイエメンでの反乱鎮圧に回された。1566/7年にアチェに到着したのはわずか2隻であったが、それ以降本格的な艦隊派遣が始まった。1569年、インド艦隊提督のクルトール・フズル・レイース率いる最初の大艦隊がアチェに来航した。アチェ王は、真珠やダイヤモンド、ルビーを船員たちに贈って労に報いた。1568年にアチェはマラッカを包囲しているが、ここにオスマン帝国が直接関与していた様子は見られない。オスマン帝国としてマラッカ攻略のために大砲を輸出することは可能だったはずだが、同時期にキプロス遠征やアデンの反乱が重なり、かなわなかった。
オスマン帝国はカノン砲の製法などの技術支援も大々的に行い、その技術は東南アジア中に広まり、マカッサル、マタラム、ジャワ島、ミナンカバウ、マラッカ、ブルネイが有名な生産地となった。17世紀初頭には、アチェは実に1200門の青銅砲と、800のフランキ砲や旋回砲、マスケット銃を保有していた。

## 影響
オスマン帝国とアチェ王国は、軍事的関係のみならず、経済的、文化的、宗教的にも深い関係を築くに至った。17世紀以降もアチェのスルターンはオスマン帝国との交流を持ち続け、アチェの艦船はオスマン帝国の旗を掲げることを認められていた。
インド洋交易の独占を図るポルトガルにとっては、アチェとオスマン帝国の提携は深刻な脅威となった。特に17世紀初頭のイスカンダル・ムダの治世においては、アチェはインド洋・東南アジアの香辛料貿易におけるポルトガルの最大の商敵となった。ポルトガルは紅海のオスマン帝国勢力やアチェを叩いて同盟を打破しようとしたが、本国から遠く離れ、植民地の領域支配体制も不十分なインド洋では人的資源が絶望的に足りず、失敗した。

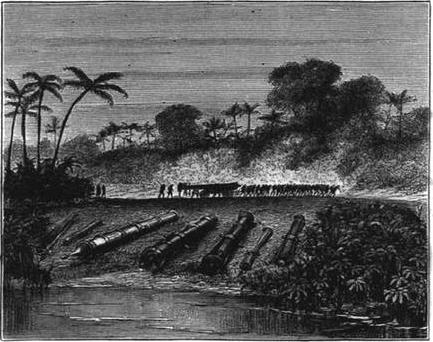
1874年のオランダによるアチェ征服後、放棄されるオスマン・アチェの大砲（イラストレイテド・ロンドン・ニュースより）

1873年にオランダがアチェを攻撃しアチェ戦争が勃発すると、アチェはかつてのオスマン帝国との合意を持ち出し、自らはオスマン帝国の属国であると主張してオランダの攻撃を非難したが、他の西洋列強はこうした植民地化回避の手段の先例を作ることを嫌い、アチェの主張を却下した。アチェは実際にオスマン帝国に救援を求めたが、本来その任に当たるべきオスマン帝国のインド艦隊はイエメンのザイド派反乱鎮圧に忙殺されており、結局アチェ王国は30年以上にわたる孤立無援の抵抗の末に滅亡した。
東南アジアで製造された大砲は、そこを植民地化した西洋諸国に接収された。アチェを征服したオランダは、大砲の砲身を鋳熔かして教会の鐘をつくった。その一部は、大砲にあしらわれていたオスマン帝国の印章をそのまま残しているものもあった。